# Bolmö
Bolmö är en ö i byarna Jurmo och  Åva i Brändö kommun på Åland.

## Beskrivning
Öns area är 3,96 kvadratkilometer och dess största längd är 3,8 kilometer i sydöst-nordvästlig riktning. Landhöjningen har gjort att den tidigare fristående ön Långö sammansmällt med Bolmö. Långö utgör nu den nordvästliga delen av Bolmö. Ön har fast vägförbindelse med ön Åva i söder, på Långö finns Åva färjfäste som trafikeras av Ålandstrafikens färjor till ön Jurmo och till Osnäs i Gustavs (med förbindelse vidare till finska fastlandet). Gränsen mellan Jurmo och Åva byar går i den södra delen av ön.